# Chance: los trapos sucios se lavan en casa
Chance: los trapos sucios se lavan en casa es un largometraje de coproducción panameña dirigido por Abner Benaim. Los coproductores de Chance son el mexicano Matthias Ehrenberg (Antes que anochezca, Rosario Tijeras, Satanás, etc.) y la colombiana Paula Jaramillo. Fue estrenada el 12 de enero de 2007 en Panamá y el 9 de febrero en Colombia.

## Sinopsis
A Toña y Paquita, las empleadas domésticas de la prestigiosa y adinerada familia González-Dubois, les bastaron tres días para lograr un cambio que sólo un psicoanalista y centenares de dólares hubiesen podido conseguir en Fernando, un exitoso político, Gloria, su "chic" esposa y Mariví y Marité, las adolescentes hijas del matrimonio que no imaginan su mundo sin la posibilidad de pasar fines de semana de shopping en Miami.
Con un tono sarcástico y con diálogos en los que reina el humor negro esta comedia le da un verdadero sentido a aquella famosa frase y consejo de abuelas de que la ropa sucia se lava en casa, no importa si esta es de diseñador o de promoción porque cumple la misma función sin importar la clase social o el estrato: esconder las imperfecciones y resaltar los atributos porque lo importante no es ser sino aparentar.

## Reparto
- Aída Morales - Paquita
- Rosa Isabel Lorenzo - Toña
- Francisco Gattorno - Fernando González
- Isabella Santodomingo - Gloria Dubois
- María Alejandra Palacios - Mariví
- María Cristina Palacios - Marité
- Juan David Valdez Lauri - Daniel

## Curiosidades
- La película contó con actores de tres países latinoamericanos diferentes: Panamá, Colombia y Cuba.

- En Chance trabajó un equipo de producción de 12 países diferentes.

- Inicialmente fue concebida como un documental sobre las empleadas domésticas, pero la investigación realizada por el director derivó en un largometraje de comedia.

- Daniel fue el único personaje que no salió lastimado en el plan de las empleadas, por ser un niño y por demostrar respeto a sus nanas.

- A pesar de ser una comedia, se recomienda que la película sea vista por mayores de 13 años debido al uso de lenguaje obsceno, violencia, mínima aparición de sangre y temas sugestivos.

- En esta película hubo mucha publicidad y la aparición de canciones y personajes famosos de Panamá.

- En la versión de DVD para Alemania, se censura la escena donde las empleadas están en la cocina preparando el pavo para servir a los dueños y una de ellas escupe el pavo como excusa de que "estaba seco".